# Les Amants de l'enfer
Pour plus de détails, voir Fiche technique et Distribution.
Les Amants de l'enfer (Force of Arms) est un film américain réalisé par Michael Curtiz et sorti en 1951.

## Synopsis
L'histoire se passe pendant la Campagne d'Italie en 1944.

## Fiche technique
- Titre : Les Amants de l'enfer
- Titre original : Force of Arms
- Réalisation : Michael Curtiz
- Scénario : Orin Jannings, d'après une histoire de Richard Tregaskis
- Chef opérateur : Ted McCord
- Musique : Max Steiner
- Montage : Owen Marks
- Décors : Lyle B. Reifsnider
- Direction artistique : Edward Carrere
- Production : Anthony Veiller pour Warner Bros Pictures
- Pays de production :  États-Unis
- Durée : 99 minutes
- Dates de sortie :  
  - États-Unis : 13 août 1951

## Distribution
- William Holden : Sergent Joe 'Pete' Peterson
- Nancy Olson : Lieutenant Eleanor MacKay
- Frank Lovejoy : Major Blackford
- Gene Evans : Sergent Smiley 'Mac' McFee
- Dick Wesson : Kleiner
- Paul Picerni : Sheridan
- Katherine Warren : Major Waldron
- Ross Ford : Hooker
- Ron Hagerthy : Minto
- Argentina Brunetti : Signora Maduvalli
- Mario Siletti : Signor Maduvalli
- Philip Carey : Sergent Fred Miller
- Grandon Rhodes (non crédité) : Médecin militaire